# Pascal Feindouno
Pascal Feindouno, född 27 februari 1981 i Conakry, är en guineansk fotbollsspelare som spelar som offensiv mittfältare för litauiska FK Atlantas och Guineas fotbollslandslag.

## Karriär
Feindouno påbörjade sin karriär i FC Girondins de Bordeaux 1998 och gjorde det avgörande målet till deras Ligue 1-vinst 1999. Han tillbringade säsongen 2001/2002 hos FC Lorient och såldes av Bordeaux till Saint-Étienne inför säsongen 2004/2005.
Han var med i guineanska landslaget som spelade i afrikanska mästerskapet i fotboll 2004 och slutade på andra plats i gruppen, men förlorade i kvartsfinalen mot Mali. Feindouno är numera kapten för landslaget.
Under sommaren 2007 ryktades det om en flytt från Saint-Étienne. Feindouno själv sade sig vara intresserad av att spela tillsammans med sin nära vän och f.d. Lorient-lagkamrat Jean-Claude Darceville i skotska Rangers FC.
12 oktober 2007 rapporterades det att engelska Premier League-laget Liverpool FC:s manager Rafael Benitez skulle lägga ett bud på Feindouno till januaritransfern för att förstärka lagets anfall.
24 januari 2008 ska en talangscout från Bolton Wanderers tittat på Feindouno under en match i afrikanska mästerskapet i fotboll när Guinea vann med 3–2 mot Marocko. Feindouno gjorde två mål och en assist, men blev även utvisad efter en onödig tackling. Feindouno ska vara ett hett alternativ till att ersätta Nicolas Anelka i Bolton. Feindouno värderas till tre miljoner brittiska pund.

Men han blev den 24 september klar för Qatariska storklubben Al-Sadd i Qatars högsta liga Qatar Stars League för 7 miljoner € där han senare signade ett fyra års kontrakt. Efter ett år i Al-Sadd ,gick han till konkurrenten Al-Rayyan för ett år på lån. Den 29 januari 2010 lånades han ut till Al-Nassr på tre månaders lån.

## Meriter
Bordeaux
- Ligue 1: Vinnare 1998/1999

FC Lorient
- Coupe de France: Vinnare 2002
- Franska ligacupen: Andraplats 2002

## Fotnoter
1. ↑  ”Guinea stars in Gers plea”. Evening Times. 28 maj 2007. http://www.eveningtimes.co.uk/sport/display.var.1429932.0.0.php. Läst 3 februari 2008.
2. ↑  ”Feindouno Turns From Hero To Villan In Guinea Win”. The Football Network. http://www.thefootballnetwork.net/main/s474/st124941.htm. Läst 3 februari 2008.
3. ↑  ”Bolton boss Megson lines up St Etienne striker Feindouno as Anelka replacement”. Daily Mail. 23 januari 2008. http://www.dailymail.co.uk/pages/live/articles/sport/football.html?in_article_id=509912&in_page_id=1779. Läst 3 februari 2008.